# Focul Viu de la Andreiașu de Jos
Focul Viu de la Andreiașu de Jos (monument al naturii) este o arie protejată de interes național ce corespunde categoriei a III-a IUCN (rezervație naturală de tip mixt) situată în județul Vrancea, pe teritoriul administrativ al comunei Andreiașu de Jos.

## Localizare
Aria naturală cu o suprafață de 12 hectare se află în partea centrală a județului Vrancea și cea nordică a satului Arșița, în Subcarpații de Curbură, la o altitudine de 500 m, în dreapta drumului comunal ce leagă localitatea Andreiașu de Jos de Andreiașu de Sus.

## Descriere
Focul Viu de la Andreiașu de Jos a fost declarată arie protejată prin Legea Nr.5 din 6 martie 2000 (privind aprobarea Planului de amenajare a teritoriului național - Secțiunea a III-a - zone protejate) și reprezintă o zonă de interes geologic și peisagistic aflată în versantul drept al Milcovului.
Aria naturală este o suprafață deluroasă (Dealul Tilia cu ravene și forme de erodare) constituită din roci sedimentare (marne și gresii) și supusă unor alunecări de teren datorate defrișărilor excesive, în a cărei perimetru sunt semnalate emanații de gaze naturale (hidrocarburi) care se aprind spontan și ard singure.